# 大韓民国の少年保護裁判
大韓民国の少年保護裁判は、19歳未満の少年の犯罪事件などに対して少年の環境を変え、少年の性格と行動を正しくさせるための保護処分を行う目的で行われる裁判である。保護処分の内容には、保護者である親が少年の世話をするようにすることから少年院に送致することまで、様々なものが含まれる。少年保護裁判の対象となるのは少年法に基づき以下の場合である。
- 14歳以上19歳未満の少年が罪を犯した場合（「犯罪少年(범죄소년)」と言う）

- 10歳以上14歳未満の少年が刑罰法令に抵触する行為をした場合（「触法少年(촉법소년)」と言う）

- 10歳以上19歳未満の少年の内、①集団で不穏な行動をし周囲に不安を感じさせた、②正当な理由なく家出した、③酒を飲み騒乱を巻き起こしたり有害環境に接する癖がある等、上①から③ までのいずれかに該当し、少年の性格や環境に照らして、これから刑罰法令に抵触する行為をする恐れがある場合（「虞犯少年(우법소년)」と言う）

少年保護裁判においては、まず審理を行うべきかどうかについての判断が裁判官によってなされる。その結果は、保護処分、不処分、審理開始決定の取り消し及び審理開始しない決定、のいずれかとなる。保護処分となった場合には、次の１から１０までの区分の内で１つの処分が課される。番号が大きいほど重い処分となる。
| 区分   | 保護処分の種類                                                                         | 期間及び時間の制約     | 対象年齢 |
| ------ | -------------------------------------------------------------------------------------- | ---------------------- | -------- |
| １号   | 保護者または保護者に代わって少年を保護できる者に監護委託                               | 6ヶ月（6ヶ月延長可能） | 10歳以上 |
| ２号   | 受講命令                                                                               | 100時間以内            | 12歳以上 |
| ３号   | 社会奉仕                                                                               | 200時間以内            | 14歳以上 |
| ４号   | 保護観察官による短期保護観察                                                           | 1年                    | 10歳以上 |
| ５号   | 保護観察官による長期保護観察                                                           | 2年（1年延長可能）     | 10歳以上 |
| ６号   | 児童福祉法により定められる福祉施設やその他の少年保護施設への監護委託                   | 6ヶ月（6ヶ月延長可能） | 10歳以上 |
| ７号   | 病院、療養所または、保護少年等の処遇に関する法律により定められる少年医療保護施設に委託 | 6ヶ月（6ヶ月延長可能） | 10歳以上 |
| ８号   | 1ヶ月以内の少年院送致                                                                  | 1ヶ月以内              | 10歳以上 |
| ９号   | 短期少年院送致                                                                         | 6ヶ月以内              | 10歳以上 |
| １０号 | 長期少年院送致                                                                         | 2年以内                | 12歳以上 |

- 1号処分：保護者または保護者に代わって少年を保護できる人に監護を委託する。保護者とは、法律上監護教育をする義務がある者、又は現在監護をする者を言う。親、同居する雇用主などがこれに含まれる。保護者に監護を委託する処分の場合、事実上保護少年を従来の環境にそのまま返すことになるが、裁判所の決定によって保護少年の監護を委託するものとして保護者に対する注意義務を喚起する意味があり、保護者に対する特別教育命令を一緒にして保護者を教育することができる。少年部の裁判官は、保護者に少年に関する報告書や意見書を提出するよう要求することができ、少年の監護に関する指示をすることもできる。裁判官は、その委託期間中に保護処分の内容を他の保護処分に変更することができる。少年に保護者がいないか、保護者がいても、その保護者が少年を十分に保護出来ない場合には、保護者に代わり少年を保護できる者に監護を委託することができる。殆どの裁判所は「保護者に代わって少年を保護できる者」を委嘱して置いている。「保護者に代わって少年を保護できる者」を通常「委託保護委員(위탁보호위원)」と呼ぶ。
- 2号処分：満12歳以上の少年に、一定の内容の講義を聞くように命令する受講命令である。少年部の裁判官により講義を受ける総受講時間と執行期限が決められる。 また、受講する講義の種類や方法およびその施設なども指定できる。講義を受ける場所は、保護観察所のほか、家庭裁判所の定める施設となる。
- 3号処分：満14歳以上の少年に指定された機関で200時間以内の社会奉仕命令を下す処分である。少年部の裁判官が総社会奉仕時間と執行期限を定める。
- 4号処分：保護観察官による保護観察。４号処分は短期保護観察となり、期間は1年である。保護観察は、保護少年が正常な社会生活ができるようにしながら専門家である保護観察官の指導、監督と援護などを通じて少年を正しく育つようにする保護処分である。 保護観察は、少年が住む地域を管轄する保護観察所の保護観察官が担当する。
- ５号処分：４号処分と同じく保護観察官による保護観察を受けるものであるが、５号処分の場合は長期保護観察となり、期間は２年未満となり、１年の範囲内で延長が可能である。
- 6号処分：満10歳以上の少年を児童福祉法上の少年保護施設（児童福祉施設）に監護を委託するもので、その期間は6ヶ月とするが、6ヶ月の範囲内で延長することができる。少年院への送致処分に比べると強制的要素が弱い代わりに福祉的性格が強く、社会の中での非収容処分と施設収容処分との間の中間的な処分である。
- 7号処分：満10歳以上の少年を病院、療養所、少年医療保護施設に監護委託するもので、その期間は6ヶ月とするが、6ヶ月の範囲内で延長することができる。
- 8号処分：満10歳以上の少年を短期で少年院に送致するもので、その期間は1ヶ月を超えない。
- 9号処分：満10歳以上の少年を短期間の間少年院に送致するもので、その期間は6ヶ月以内でなければならない。
- 10号処分：満12歳以上の少年を長期間少年院に送致するもので、少年院での保護期間は最長で2年となる。処分の中では、自由に対する強制的な制約の程度が最も重大である。

## 参考資料
少年法第3節第32条（保護処分の決定）
大韓民国 電子民願センターの少年保護裁判に関するWebページ